# Sundasalanx megalops
Sundasalanx megalops is een straalvinnige vissensoort uit de familie van de haringen (Sundasalangidae). De wetenschappelijke naam van de soort is voor het eerst geldig gepubliceerd in 1997 door Siebert & Crimmen.